# Kelsey Motor Company
Kelsey Motor Company war ein US-amerikanischer Hersteller von Automobilen.

## Unternehmensgeschichte
Cadwallader Washburn Kelsey hatte bereits zwischen 1897 und 1902 mit Kraftfahrzeugen experimentiert, allerdings keine Serienproduktion zustande gebracht. Dann wurde er Autohändler und vertrieb Fahrzeuge der Maxwell Motor Company. Zwischen 1910 und 1914 stellte er in der C. W. Kelsey Manufacturing Company Fahrzeuge der Marke Motorette her.
1920 gründete er das neue Unternehmen in Newark in New Jersey. Die Fabrik befand sich in Belleville im gleichen Staat. 1921 begann die Produktion von Automobilen. Der Markenname lautete Kelsey. Im Juni 1924 endete die Produktion. Das Unternehmen wurde in den Bankrott getrieben.

## Fahrzeuge
Zu Beginn hatten alle Fahrzeuge ein Friktionsgetriebe, was mit der Zeit als altmodisch galt.
Das Model GW aus der Zeit von 1920 bis 1921 hatte einen Sechszylindermotor von der Falls Motor Corporation mit 46 PS Leistung. Das Fahrgestell hatte 295 cm Radstand. Aufbauten waren Tourenwagen und Limousinen mit fünf Sitzen und Runabout mit zwei Sitzen.
1922 erhielt das Modell einen längeren Radstand von 301 cm. Der Runabout entfiel. Stattdessen gab es einen Roadster mit drei Sitzen und ein Coupé mit vier Sitzen. Der Motor kam nun von Walker und leistete ebenfalls 46 PS. Eine Quelle nennt für Mitte 1922 zusätzlich ein Modell mit einem Vierzylindermotor von Gray, das einen Radstand von 284 cm hatte. Zur gleichen Zeit soll der Radstand des Sechszylindermodells ebenfalls auf 284 cm gekürzt worden sein.
1923 entfiel das Sechszylindermodell. Das Vierzylindermodell behielt das Friktionsgetriebe. Dazu kam ein zweites Vierzylindermodell mit einem gewöhnlichen Getriebe. Lycoming lieferte den Lycoming-CF-Motor. Dieses Modell war erfolgreicher. Eine Quelle nennt für 1923 das Model G, dessen Vierzylindermotor 35 PS leistete, mit 282 cm Radstand und fünfsitzigen Aufbauten als Phaeton und Limousine. Es ist nicht klar, ob es sich dabei um das gleiche Modell handelte.
1924 entfiel das Modell mit dem Friktionsgetriebe. Das Model G stand weiter im Sortiment. Ein Taxi kam dazu, möglicherweise schon Ende 1923.

## Modellübersicht
| Jahr      | Modell   | Zylinder | Leistung (PS) | Radstand (cm) | Aufbau                                                                      |
| --------- | -------- | -------- | ------------- | ------------- | --------------------------------------------------------------------------- |
| 1920–1921 | Model GW | 6        | 46            | 295           | Tourenwagen 5-sitzig, Limousine 5-sitzig, Roadster 2-sitzig                 |
| 1922      | Model GW | 6        | 46            | 301           | Tourenwagen 5-sitzig, Roadster 3-sitzig, Coupé 4-sitzig, Limousine 5-sitzig |
| 1923–1924 | Model G  | 4        | 35            | 282           | Phaeton 5-sitzig, Limousine 5-sitzig                                        |

Quelle:

## Produktionszahlen
Insgesamt entstanden 601 Fahrzeuge.
| Jahr  | Produktionszahl |
| ----- | --------------- |
| 1922  | 187             |
| 1923  | 203             |
| 1924  | 211             |
| Summe | 601             |